# Arroyo el Triunfo 2.ª Sección
Arroyo el Triunfo 2.ª Sección es una localidad del municipio de Balancán ubicado en la subregión de los Ríos del estado mexicano de Tabasco.

## Geografía
La localidad se ubica a 53.6 kilómetros (en dirección este) de la localidad de Balancán de Domínguez, la cabecera y lugar más poblado del municipio. Se sitúa en las coordenadas geográficas 17°42′09″N 91°02′34″O / 17.702500, -91.042778, a una elevación de 44 metros sobre el nivel del mar.

## Demografía
Según el Conteo de Población y Vivienda 2020, efectuado por el Instituto Nacional de Estadística y Geografía, la localidad de Arroyo el Triunfo 2.ª Sección tiene 312 habitantes, de los cuales 163 son del sexo masculino y 149 del sexo femenino. Su tasa de fecundidad es de 2.86 hijos por mujer y tiene 84 viviendas particulares habitadas.
| Gráfica de evolución demográfica de Arroyo el Triunfo 2.ª Sección entre 1990 y 2020 |
|                                                                                     |
| INEGI.                                                                              |